# Estrela do Norte Futebol Clube
El Estrela do Norte Futebol Clube es un equipo de fútbol de Brasil que juega en el Campeonato Capixaba, la primera división del estado de Espirito Santo.

## Historia
Fue fundado el 16 de enero de 2016 en el municipio de Cachoeiro de Itapemirim luego de una reunión en la que participaron Laurentino Lugon, Mário Sampaio, Orlando Nunes, Amphilófio Braga, João Viana, Estulano Braga, Deusdedit Cruz, Fernando Reis y Francisco Penedo,los cuales son considerados como los fundadores del club, el más popular del sur del estado de Espirito Santo y uno de sus principales equipos a nivel estatal.
Estrela do Norte fue el primer campeón del sur a nivel profesional, aunque su nombre se dio a conocer a nivel internacional por el caso de la segunda división estatal de 1996 al ser considerado como el Menor Campeonato del Mundo ya que solo dos equipos participaron en esa edición, donde Estrela do Norte venció en la final al Sport Club Capixaba en una serie de ida y vuelta, ya que los otros seis participantes abandonaron el torneo por problemas financieros. En ese año clasificó para el Campeonato Brasileño de Serie C donde es eliminado en la primera ronda al terminar en el lugar 68 entre 107 participantes.
En 2011 lograría su regreso al Campeonato Capixaba, pero se pospondría por problemas jurídicos hasta 2013, y un año después lograría su primer título estatal en 98 años de historia al vencer en la final al Linhares Futebol Clube por un marcador global de 1-0, logrando la clasificación para el Campeonato Brasileño de Serie D de 2014, y a la Copa Verde y la Copa de Brasil de 2015.
En su primera participación en el Campeonato Brasileño de Serie D logró 12 puntos y terminó en tercer lugar del grupo, pero no clasificó; mientras que en la Copa Verde del año siguiente eliminó al Luziânia Futebol Clube del estado de Goiás 4-3 en penales, con lo que es el primer equipo del estado de Espírito Santo en avanzar a la segunda ronda de la copa, pero fue eliminado en la siguiente ronda por el Cuiabá Esporte Clube del estado de Mato Grosso del Sur.
En la Copa de Brasil de 2015 fue eliminado en la primera ronda al Sampaio Corrêa Futebol Clube del estado de Maranhao por marcador global de 4-6 luego de haber ganado el partido de ida 3-2.
En 2016 tuvieron el momento más gris de su historia al descender del Campeonato Capixaba en el año de su centenario, pero regresaría a la primera división estatal dos años después al vencer en semifinales al Esporte Clube Aracruz, aunque perdió la final ante el Rio Branco AC.

## Uniforme
| Local 2019  | Visita 2019 | Local 2018  | Visita 2018   | Local 2017     |
| Visita 2017 | Local 2016  | Visita 2016 | Local 2014-15 | Visita 2014-15 |

## Palmarés
- Campeonato Capixaba: 1

2014
- Campeonato Capixaba de Segunda División: 2

1996, 1999
- Copa Espírito Santo: 3

2003, 2004, 2005
- Campeonato Sulino: 6

1954, 1955, 1964, 1965, 1966, 1968
- Copa Newton Braga: 3

1963, 1964, 1965